# Marec 2007
Dogodki v marcu 2007.

## Arhivirane novice
| marec 2007 |
| - Miha Zupan je po štirimesečnem pravnem sporu med košarkarskima kluboma Slovan in Olimpija le registriran kot Olimpijin igralec in bo lahko igral že na sobotni tekmi lige NLB. (RTV Slovenija) - Ob 21.18 po srednjeevropskem času se je pričel popolni lunin mrk. (Slo-Tech) - V Estoniji so potekale prve parlamentarne volitve na svetu, kjer je bilo mogoče glasovati tudi prek interneta. (RTV SLO) - Jolanda Čeplak je na evropskem dvoranskem prvenstvu v atletiki v Birminghamu v teku na 800 metrov osvojila bronasto kolajno. (SiOL Sportal) - Državni zbor je Iztoka Jarca in Žigo Turka potrdil za nova ministra za kmetijstvo oz. razvoj. (RTV SLO) - Svet Evropske centralne banke je ključno obrestno mero za evroobmočje dvignil na 3,75 %. To je že sedmo povišanje obrestne mere od decembra 2005. (Finance) - Avstralec Casey Stoner z Ducatijem je zmagovalec Velike nagrade Katarja 2007, prve dirke motociklističnega prvenstva v sezoni 2007, kar je njegova prva zmaga v najvišjem razredu MotoGP. (RTV Slovenija) - V prihodnji sezoni bo v avstrijski hokejski ligi Ebel poleg Jesenic igralo še drugo slovensko moštvo, ZM Olimpija. (RTV Slovenija) - Odbojkarji blejskega Autocommerca so v zadnji tekmi finalnega turnirja v Modeni premagali domači Cimone s 3:2 in tako osvojili pokal top Teams. (SiOL Sportal) - Poljak Adam Malysz je v finskem Kuopiu dosegel svojo 34. zmago v svetovnem pokalu v smučarskih skokih. Po številu zmag zdaj zaostaja le še za Fincem Mattijem Nykänenom, ki jih ima 46. (RTV Slovenija) - Umrl je slovenski mladinski pisatelj in dramatik Smiljan Rozman. (RTV SLO) - Finec Kimi Räikkönen je osvojil najboljši štartni položaj na kvalifikacijah pred prvo dirko Formule 1 za Veliko nagrado Avstralije v sezoni 2007, na svoji prvi dirki za Ferrari. To je do sedaj uspelo le Argentincu Juanu Manuelu Fangiu v sezoni 1956. (RTV Slovenija) - Finec Kimi Räikkönen s Ferrarijem je zmagovalec prve dirke Formule 1 za Veliko nagrado Avstralije v sezoni 2007. (RTV Slovenija) - Umrl je slovenski filmski režiser Jane Kavčič. (RTV SLO) - Petra Majdič je v Stockholmu dosegla svojo tretjo zmago v šprintu v klasični tehniki. S tem se je v skupnem seštevku svetovnega pokala pred zadnjo tekmo sezone prebila na tretje mesto. (RTV Slovenija) |